# Frozen (film, 2010)
Pour les articles homonymes, voir Frozen.
Pour plus de détails, voir Fiche technique et Distribution.
Frozen est un film américain réalisé par Adam Green, sorti en 2010.

## Synopsis
Dan Walker et Joe Lynch, ainsi que Parker O'Neil, la petite amie de Dan, passent un dimanche après-midi dans une station de ski de la Nouvelle-Angleterre. La station de ski doit fermer car une tempête arrive mais les trois skieurs persuadent l'employé du télésiège de les laisser monter une dernière fois. Avant que le groupe n'atteigne le sommet, le préposé est remplacé par un collègue. En partant, il dit à son collègue qu'il ne reste plus que trois skieurs. Un autre groupe de trois skieurs descend la montagne. Lorsqu'il les voit, l'employé arrête le télésiège, laissant les trois amis bloqués loin au-dessus du sol.
Ils prennent d'abord cela comme une blague mais les lumières de la station de ski s'éteignent, les laissant sous le choc. Parker sait que la station ne rouvrira que le vendredi suivant. Dan pense qu'il n'a pas d'autre choix que de sauter du télésiège pour chercher de l'aide, car ils ne survivront pas là-haut dans le froid glacial. Après avoir discuté du risque, Dan décide de sauter. Lorsqu'il touche le sol, il se casse les deux jambes. Bientôt, ses cris et l'odeur de sang attirent une meute de loups. Joe décide d'essayer d'atteindre le sol en se suspendant au câble jusqu'au pylône de soutien. Cependant, alors que les loups s'approchent de Dan, il prend peur et retourne à la chaise. Dan est mis en pièces par les loups.
Au matin, Parker se réveille la main gelée sur la barre qu'elle a saisie pendant son sommeil. Elle souffre également de graves gelures. Joe essaie à nouveau de descendre en se tenant au câble jusqu'au pylône. Il y parvient mais, ce faisant, il détache dangereusement du câble le siège sur laquelle Parker est assise. Après avoir effrayé deux loups à l'aide d'un bâton de ski, il descend la montagne sur le snowboard de Parker, prévoyant de revenir avec de l'aide. Les loups le pourchassent. Le soir venu, Joe n'est toujours pas revenu et Parker passe la nuit seule sur le siège.
Le lendemain, Parker cherche à son tour à quitter le siège, mais la dernière vis qui le retenait se détache. Bloqué par un câble, le siège reste suspendu à quelques mètres au-dessus du sol. Parker saute et le siège tombe sur sa cheville. Blessée, elle commence à glisser et à ramper vers le bas de la montagne. Elle rencontre les loups qui se régalent du cadavre mutilé de Joe. Trop occupés à se nourrir, ils l'ignorent alors qu'elle continue à descendre, arrivant finalement jusqu'à une route voisine. La première voiture qui passe ne la voit pas, mais bientôt une fourgonnette apparaît et le conducteur, voyant son corps étendu dans la neige le long de la route, s'arrête pour l'aider. Le film se termine avec le chauffeur lui disant qu'il la conduit à l'hôpital.

## Fiche technique
- Titre : Frozen
- Réalisation et scénario : Adam Green
- Musique originale : Andy Garfield
- Photographie : Will Barratt
- Montage : Ed Marx
- Décors : Bryan McBrien
- Costumes : Barbara Nelson
- Production : Peter Block et Cory Neal
  - Producteurs délégués : Michael Hogan, John Penotti, Don Schain et Tim Williams
  - Coproducteurs : Amanda Essick, Jason Richard Miller et Mark Ward
- Pays :  États-Unis
- Langue : anglais
- Genre : Thriller, horreur, drame
- Date de sortie :
  -  États-Unis : 24 janvier 2010 (Festival de Sundance), 5 février 2010 (sortie limitée)
  -  France : 13 octobre 2011 (sortie vidéo)

## Distribution
- Emma Bell (VF : Karine Foviau) : Parker O'Neil
- Shawn Ashmore (VF : Patrick Mancini) : Joe Lynch
- Kevin Zegers (VF : Sébastien Desjours) : Dan Walker
- Ed Ackerman (VF : Bruno Magne) : Jason
- Rileah Vanderbilt (VF : Vanina Pradier) : Shannon
- Kane Hodder (VF : Guy Chapellier) : Cody

## Production
Le tournage se déroule à Snowbasin, dans l'Utah, en février 2009.

## Accueil

### Box-office
Le film a connu un modeste succès commercial, rapportant environ 3 151 000 $ au box-office mondial.

### Critique
Il a reçu un assez bon accueil critique, recueillant 62 % de critiques positives, avec une note moyenne de 5,8/10 et sur la base de 93 critiques collectées, sur le site agrégateur de critiques Rotten Tomatoes. Sur Metacritic, il obtient un score de 43/100 sur la base de 16 critiques collectées.

### Distinctions
Il a été nommé pour le Saturn Award du meilleur film d'horreur en 2010.